# Maïwando Haoussa
Maïwando Haoussa (auch: Maïouando, Maï Ouendo, Maïwando, Maï Wando, Maï Wondo, Maïwondo Haoussa, May Ouando, Mayouondo, May Wando Haoussa, May Wondo Haoussa, Méwando) ist ein Dorf in der Landgemeinde Doungou in Niger.

## Geographie
Das von einem traditionellen Ortsvorsteher (chef traditionnel) geleitete Dorf befindet sich rund zehn Kilometer nordöstlich des Hauptorts Doungou der gleichnamigen Landgemeinde, die zum Departement Kantché in der Region Zinder gehört. Zu weiteren Siedlungen in der Umgebung von Maïwando Haoussa zählen Magaria Tounkour im Norden, Magéma im Osten, Angoual Bako im Süden, Taramni Haoussa im Südwesten und Sabar Peulh im Westen.
Es herrscht das Klima der Sahelzone vor, mit einer durchschnittlichen jährlichen Niederschlagsmenge zwischen 300 und 400 mm.

## Geschichte

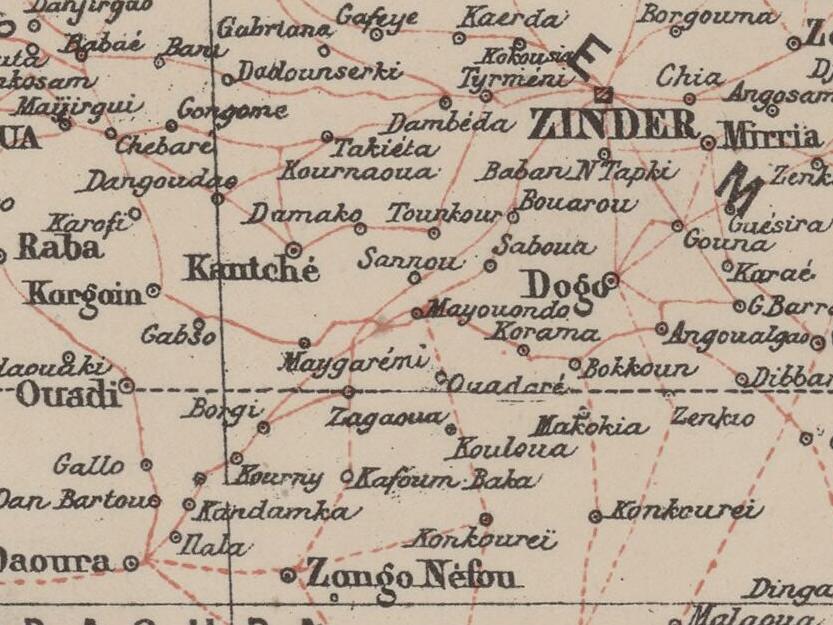
Ausschnitt einer Karte von 1903 mit Maïwando Haoussa (Mayouondo) im Zentrum

Das Departement Kantché war in den 2010er Jahren stark von illegaler saisonaler Arbeitsmigration nach Algerien betroffen. Die gefährliche Route führte die Migranten durch die Wüste Sahara. Um dieses Phänomen einzudämmen, wurden von 2015 bis 2016 in mehreren Dorfgemeinschaften des Departements Gruppen etabliert, die Rückkehrern ein Einkommen vor Ort schaffen sollten. In Maïwando Haoussa waren dies die jeweils 15-köpfigen Gruppen Annour für Kernseifenherstellung und Zumuntchi für Pflanzenölgewinnung. Das Projekt wurde von der Internationalen Organisation für Migration logistisch unterstützt und vom Schweizer Staatssekretariat für Migration finanziert.

## Bevölkerung
Bei der Volkszählung 2012 hatte Maïwando Haoussa 1229 Einwohner, die in 253 Haushalten lebten. Bei der Volkszählung 2001 betrug die Einwohnerzahl 934 in 145 Haushalten und bei der Volkszählung 1988 belief sich die Einwohnerzahl auf 616 in 130 Haushalten.

## Wirtschaft und Infrastruktur
Im Dorf wird ein Wochenmarkt abgehalten. Der Markttag ist Sonntag. Es gibt eine Schule.
Eine Untersuchung von über 3000 Dörfern in Niger in den Jahren 2014 bis 2018 ergab, dass im Gebiet mit einem Radius von einem Kilometer um Maïwando Haoussa 30 Hektar rein landwirtschaftlich genutzte Flächen vorhanden waren.
Durch Maïwando Haoussa führt die 90,6 Kilometer lange Landstraße RR7-004 zwischen Matamèye und der Nationalstraße 11. Östlich von Maïwando Haoussa handelt es sich um eine einfache Piste, westlich davon um eine einfache Erdstraße. Im Ort zweigt die 4,86 Kilometer lange Route 755, eine wenig ausgebaute Landstraße, nach Angoual Bako ab.